# Герб Большого Камня
Герб «городского округа ЗАТО Большо́й Ка́мень» Приморского края Российской Федерации.
Герб утверждён 7 августа 1997 года и внесён в Государственный геральдический регистр Российской Федерации с присвоением регистрационного номера 1863.
Герб может воспроизводиться в двух равноправных версиях:
- полной — в правом верхнем углу герба городского округа изображается герб Приморского края;
- упрощённой — без изображения герба Приморского края.

## Описание и обоснование символики
Геральдическое описание (блазон) гласит:
В лазоревом поле пятикратно пересеченная серебряная и лазоревая оконечность и поверх всего серебряная, с черным клювом, глазами и лапами, чайка, прямо сидящая с распростертыми крыльями на золотом судовом винте (образованном трилистником, обремененным золотым, заполненным черным, безантом; листы трилистника согнуты против хода солнца)
Щит герба городского округа является традиционным для российской геральдики, то есть представляет собой прямоугольник с закруглениями нижних углов и выступающим вниз острием в центре нижней грани. Пропорции щита 8 к 9 (ширина к высоте).
Цвет поля щита — лазурь или голубой, символизирующий цвета моря, на берегу которого расположен городской округ.
Основная гербовая фигура на щите — прямо сидящая на трехлопастном судовом винте золотого цвета белая чайка с распростертыми крыльями:
Прямо сидящая белая чайка с распростёртыми крыльями, клювом, глазами и лапами чёрного цвета — символ надежды и жизни;
Судовой винт золотого цвета, образованный трёхлопастным судовым винтом, центр которого заполнен чёрным цветом, — символизирует богатые традиции, историю военного и гражданского судоремонта и судостроения, которые являются основным производством в городском округе ЗАТО Большой Камень, что отличает его от других городов Приморского края.
Три белые узкие полосы (пояса) в оконечности щита — условно обозначают волны и подчёркивают особое территориальное положение городского округа.

## История
Герб ЗАТО «город Большой Камень» утверждён Решением № 92 Думы ЗАТО г. Большой камень 7 августа 1997 года. 
Геральдическое описание герба ЗАТО г. Большой Камень гласило: 
В лазоревом (голубом) поле судовой винт золотом с сидящей на нем белой чайкой, в оконечности три серебряные узкие полосы. В вольной части — герб Приморского края
Автор герба — Владимир Иосифович Васильев (г. Большой камень).
Герб прошёл геральдическую экспертизу в апреле 2001 года и был внесён в Государственный геральдический регистр Российской Федерации с присвоением регистрационного номера 1863.
29 марта 2005 года было утверждено Положение о порядке использования официальных символов городского округа ЗАТО Большой Камень, с уточнением описания герба и его символики.
Решением Думы городского округа ЗАТО «Большой Камень» от 26 июля 2007 года № 45 были внесены изменения в решение Думы ЗАТО г. Большой Камень от 29.03.2005 № 246-Р «Об утверждении Положения о порядке использования официальных символов городского округа закрытое административно-территориальное образование Большой Камень Приморского края». В новой редакции «Положения о порядке использования официальных символов городского округа ЗАТО Большой Камень» герб ЗАТО не поменял своего описания.